# Nick Bolton
Nick Bolton (* 10. März 2000 in Frisco, Texas) ist ein US-amerikanischer American-Football-Spieler auf der Position des Linebackers. Aktuell spielt er für die Kansas City Chiefs in der National Football League (NFL). Mit den Chiefs gewann Bolton den Super Bowl LVII und den Super Bowl LVIII.

## Frühe Jahre
Bolton wuchs in Texas auf und besuchte die Lone Star High School in Frisco, an der er in der Footballmannschaft aktiv war. So konnte er in den letzten drei Jahren an der Schule insgesamt 321 Tackles, 4 Sacks und 9 Interceptions verzeichnen. Zweimal wurde er außerdem zum Most Valuable Player seines Distrikts gewählt. Er galt als einer der besseren Middle Linebacker seines Jahrgangs. Nach seinem Highschoolabschluss erhielt er ein Stipendium der University of Missouri aus Columbia, Missouri, für die er zwischen 2018 und 2020 in der Footballmannschaft aktiv war. Direkt in seinem ersten Jahr am College wurde er zum Stammspieler, was er in den folgenden beiden Jahren auch blieb. Insgesamt kam er in 32 Spielen zum Einsatz, bei denen er 139 Tackles, 4 Sacks, 2 Interceptions und einen Defensive Touchdown verzeichnen konnte. Er wurde 2019 und 2020 ins First-Team All-SEC gewählt.

## NFL
Beim NFL Draft 2021 wurde Bolton in der 2. Runde an 58. Stelle von den Kansas City Chiefs ausgewählt. Sein NFL-Debüt gab er direkt am 1. Spieltag der Saison 2021 beim 33:29-Sieg gegen die Cleveland Browns. Bei dem Spiel war er sogar Starter und konnte insgesamt 7 Tackles verzeichnen. Dies konnte er im Spiel am 2. Spieltag, einer 35:36-Niederlage gegen die Baltimore Ravens, noch einmal steigern, er erreichte 9 Tackles. Bei der 3:27-Niederlage gegen die Tennessee Titans am 7. Spieltag konnte Bolton erstmals in seiner Karriere mehr als 10 Tackles in einem Spiel verzeichnen. Insgesamt gelangen ihm in der Partie ganze 15 Tackles, bis heute sein Karrierehöchstwert. Im gesamten Monat Oktober gelangen ihm in 4 Spielen 32 Tackles, und aufgrund seiner guten Leistungen wurde er am Ende des Monats zum Defensive Rookie of the Month gewählt. Bolton konnte seine gute Form in den November mitnehmen, so gelangen ihm am 8. Spieltag beim 20:17-Sieg gegen die New York Giants 11 Tackles. Am 15. Spieltag konnte er beim 38:24-Sieg gegen die Los Angeles Chargers 14 Tackles verzeichnen. Das folgende Saisonspiel gegen die Pittsburgh Steelers verpasste er allerdings, da er sich mit COVID-19 infiziert hatte. Beim letzten Spiel der Regular Season, einem 28:24-Sieg gegen die Denver Broncos am 18. Spieltag, konnte Bolton in der Mitte des 4. Quarters nach einem Fumble von Melvin Gordon den Ball aufnehmen, über 86 Yards in die Endzone der Broncos tragen und somit seinen ersten Touchdown in der Liga erzielen. Insgesamt kam er in seiner Rookie-Saison in 16 Saisonspielen zum Einsatz, davon in 12 als Starter, und konnte dabei 112 Tackles und einen Touchdown erzielen. Mit den 112 erzielten Tackles führte er die Chiefs in dieser Kategorie an. Da die Chiefs in der Saison 12 Spiele gewannen und nur fünf verloren, konnten sie die AFC West gewinnen und sich somit für die Playoffs qualifizieren. Dort trafen sie in der ersten Runde auf die Pittsburgh Steelers. Bolton konnte beim 42:21-Sieg sein Postseason-Debüt geben und insgesamt 8 Tackles verzeichnen. Im folgenden Spiel der Divisional-Round gegen die Buffalo Bills kam er sogar als Starter zum Einsatz. Beim 42:36-Sieg konnte er erneut acht Tackles verzeichnen. Daraufhin trafen die Chiefs im AFC Championship Game auf die Cincinnati Bengals. In dem Spiel war Bolton erneut Starter, konnte die 24:27-Niederlage und das damit verbundene Ausscheiden jedoch nicht verhindern.
In die Saison 2022 startete Bolton als wichtiger Stammspieler in der Defense der Chiefs. Am 3. Spieltag konnte er bei der 17:20-Niederlage gegen die Indianapolis Colts seine ersten beiden NFL-Sacks an deren Quarterback Matt Ryan verzeichnen. Am 11. Spieltag konnte er beim 30:27-Sieg gegen die Los Angeles Chargers seine erste Interception in der NFL von Quarterback Justin Herbert fangen. Nur eine Woche später gelang ihm beim 26:10-Sieg gegen die Los Angeles Rams seine zweite Interception in der NFL. Am 16. Spieltag konnte er beim 24:10-Sieg gegen die Seattle Seahawks insgesamt 18 Tackles verzeichnen, bis dato sein Karrierebestwert an Tackles in einem Spiel. In der Regular Season konnte Bolton insgesamt 180 Tackles verzeichnen, die meisten der Chiefs und die zweitmeisten insgesamt in der Liga nach Foye Oluokun von den Jacksonville Jaguars. Außerdem konnte er sich mit den Chiefs erneut für die Playoffs qualifizieren. Dabei konnte er beim 27:20-Sieg gegen die Jacksonville Jaguars 10 Tackles sowie beim 23:20-Sieg gegen die Cincinnati Bengals im AFC Championship Game 4 Tackles verzeichnen und sich somit mit seinem Team für Super Bowl LVII in Glendale, Arizona qualifizieren. Dort trafen sie auf die Philadelphia Eagles. Im Super Bowl spielte Bolton eine herausragende Rolle: So konnte er in der Mitte des zweiten Quarters einen Fumble von Jalen Hurts aufnehmen und in die Endzone der Eagles tragen und somit seinen ersten Postseason-Touchdown zum zwischenzeitlichen 14:14-Ausgleich erzielen. Außerdem konnte er neun Tackles verzeichnen. Am Ende gewann er den Superbowl mit seinem Team mit 38:35.
In der Saison 2023 war Bolton von Verletzungen geplagt. Zunächst ging er wieder als Starter in die Saison. Anfangs musste er einige Spiele wegen einer Knöchelverletzung aussetzen. Am 6. Spieltag konnte er beim 19:8-Sieg gegen die Denver Broncos erneut eine Interception verzeichnen. Ende Oktober 2023 zog er sich dann eine Handgelenksverletzung zu, aufgrund der er auf die Injured Reserve List gesetzt wurde und erneut einige Spiele ausfiel. In den letzten Spielen der Regular Season kam er wieder als Starter zum Einsatz. Auch in diesem Jahr qualifizierten sich die Chiefs als Sieger der AFC West für die Playoffs. Sowohl beim 26:7-Sieg gegen die Miami Dolphins in der Wildcard-Runde als auch beim 27:24-Sieg gegen die Buffalo Bills in der Divisional-Runde konnte Bolton 10 oder mehr Tackles verzeichnen. Durch einen 17:10-Sieg gegen die Baltimore Ravens im AFC Championship Game qualifizierten sich die Chiefs für Super Bowl LVIII in Las Vegas. Dort trafen sie auf die San Francisco 49ers. Auch in diesem Spiel war Bolton Starter und konnte mit insgesamt 13 Tackles einen wichtigen Beitrag leisten, dass die Chiefs das Spiel mit 25:22 gewannen und so zum zweiten Mal in Folge den Super Bowl gewannen.

## Karrierestatistiken
| Legende | Legende            |
| ------- | ------------------ |
|         | Super-Bowl-Sieg    |
| Fett    | Karrierehöchstwert |

### Regular Season
| Saison                             | Team             | Spiele | Spiele  | Tackles | Tackles | Tackles | Tackles | Interceptions | Interceptions | Interceptions | Interceptions | Interceptions | Interceptions | Fumbles | Fumbles | Fumbles | Fumbles | TD gesamt |
| Saison                             | Team             | Gesamt | Starter | Gesamt  | Solo    | Assist  | Sack    | PD            | Int           | Yards         | Avg           | Lang          | TD            | FF      | FR      | Yards   | TD      | TD gesamt |
| ---------------------------------- | ---------------- | ------ | ------- | ------- | ------- | ------- | ------- | ------------- | ------------- | ------------- | ------------- | ------------- | ------------- | ------- | ------- | ------- | ------- | --------- |
| 2021                               | Chiefs           | 16     | 12      | 112     | 70      | 42      | 0,0     | 3             | 0             | 0             | 0,0           | 0             | 0             | 0       | 1       | 86      | 1       | 1         |
| 2022                               | Chiefs           | 17     | 17      | 180     | 108     | 72      | 2,0     | 3             | 2             | 15            | 7,5           | 15            | 0             | 1       | 0       | 0       | 0       | 0         |
| 2023                               | Chiefs           | 8      | 8       | 60      | 38      | 22      | 0,0     | 3             | 1             | 1             | 1,0           | 1             | 0             | 0       | 0       | 0       | 0       | 0         |
| 2024                               | Chiefs           | 16     | 16      | 106     | 73      | 33      | 3,0     | 6             | 1             | 0             | 0,0           | 0             | 0             | 1       | 2       | 0       | 0       | 0         |
| Gesamte Karriere                   | Gesamte Karriere | 57     | 53      | 458     | 289     | 169     | 5,0     | 15            | 4             | 16            | 5,3           | 15            | 0             | 2       | 3       | 86      | 1       | 1         |
| Quelle: pro-football-reference.com |                  |        |         |         |         |         |         |               |               |               |               |               |               |         |         |         |         |           |

### Postseason
| Saison                             | Team             | Spiele | Spiele  | Tackles | Tackles | Tackles | Tackles | Interceptions | Interceptions | Interceptions | Interceptions | Interceptions | Interceptions | Fumbles | Fumbles | Fumbles | Fumbles | TD gesamt |
| Saison                             | Team             | Gesamt | Starter | Gesamt  | Solo    | Assist  | Sack    | PD            | Int           | Yards         | Avg           | Lang          | TD            | FF      | FR      | Yards   | TD      | TD gesamt |
| ---------------------------------- | ---------------- | ------ | ------- | ------- | ------- | ------- | ------- | ------------- | ------------- | ------------- | ------------- | ------------- | ------------- | ------- | ------- | ------- | ------- | --------- |
| 2021                               | Chiefs           | 3      | 2       | 19      | 11      | 8       | 0,0     | 0             | 0             | 0             | 0,0           | 0             | 0             | 0       | 0       | 0       | 0       | 0         |
| 2022                               | Chiefs           | 3      | 3       | 23      | 15      | 8       | 0,0     | 0             | 0             | 0             | 0,0           | 0             | 0             | 0       | 2       | 36      | 1       | 1         |
| 2023                               | Chiefs           | 4      | 4       | 40      | 18      | 22      | 0,0     | 1             | 0             | 0             | 0,0           | 0             | 0             | 0       | 0       | 0       | 0       | 0         |
| 2024                               | Chiefs           | 3      | 3       | 20      | 11      | 9       | 0,0     | 1             | 0             | 0             | 0,0           | 0             | 0             | 0       | 0       | 0       | 0       | 0         |
| Gesamte Karriere                   | Gesamte Karriere | 13     | 12      | 102     | 55      | 47      | 0,0     | 2             | 0             | 0             | 0,0           | 0             | 0             | 0       | 2       | 36      | 1       | 1         |
| Quelle: pro-football-reference.com |                  |        |         |         |         |         |         |               |               |               |               |               |               |         |         |         |         |           |